# Arquidiócesis de la Santísima Concepción
La arquidiócesis de la Santísima Concepción o de Concepción (en latín: Archidioecesis Sanctissimae Conceptionis) es una circunscripción eclesiástica de la Iglesia católica en Chile. Se trata de una arquidiócesis latina, sede metropolitana de la provincia eclesiástica de la Santísima Concepción. Desde el 16 de mayo de 2024 su arzobispo es Sergio Pérez de Arce.

## Territorio y organización

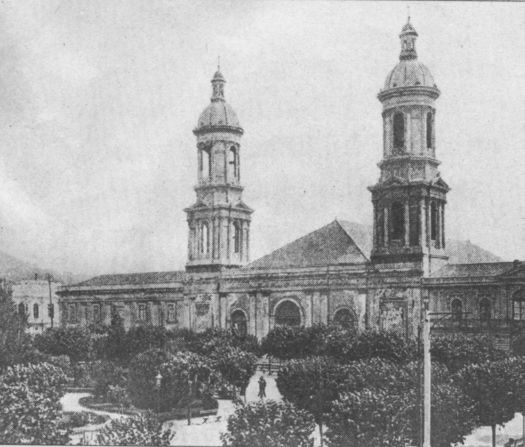
Antigua catedral de Concepción, demolida luego del terremoto de 1939

La arquidiócesis tiene 11 400 km² y extiende su jurisdicción sobre los fieles católicos de rito latino residentes en parte de la región del Biobío, comprendiendo las provincias de Concepción y Arauco, y las comunas de Yumbel y Cabrero de la provincia de Biobío, y de Ránquil y Coelemu de la región de Ñuble. 
La sede de la arquidiócesis se encuentra en la ciudad de Concepción, en donde se halla la Catedral de la Santísima Concepción.
La arquidiócesis tiene como sufragáneas a las diócesis de: San Bartolomé de Chillán, Santa María de Los Ángeles, Temuco, Valdivia y Villarrica.
En 2023 en la arquidiócesis existían 55 parroquias agrupadas en 8 decanatos:
| Decanato             | #  | Parroquias                         | Ubicación                  |
| -------------------- | -- | ---------------------------------- | -------------------------- |
| Decanato Concepción  | 1  | El Sagrario (Catedral)             | Concepción                 |
| Decanato Concepción  | 2  | La Ascensión del Señor             | Concepción                 |
| Decanato Concepción  | 3  | La Merced                          | Concepción                 |
| Decanato Concepción  | 4  | Natividad de María                 | Concepción                 |
| Decanato Concepción  | 5  | Sagrada Familia                    | Concepción                 |
| Decanato Concepción  | 6  | San Agustín                        | Concepción                 |
| Decanato Concepción  | 7  | San José                           | Concepción                 |
| Decanato Concepción  | 8  | San Juan de Mata                   | Concepción                 |
| Decanato Concepción  | 9  | San Ramón                          | Concepción                 |
| Decanato Concepción  | 10 | Santo Domingo (La Pompeya)         | Concepción                 |
| Decanato Concepción  | 11 | Santuario María Auxiliadora        | Concepción                 |
| Decanato Concepción  | 12 | Universitaria                      | Concepción                 |
| Decanato Talcahuano  | 1  | Cristo Salvador                    | Talcahuano                 |
| Decanato Talcahuano  | 2  | Jesús de Nazareth                  | Hualpén                    |
| Decanato Talcahuano  | 3  | La Asunción                        | Talcahuano                 |
| Decanato Talcahuano  | 4  | Nuestra Señora de Guadalupe        | Hualpén                    |
| Decanato Talcahuano  | 5  | Nuestra Señora del Carmen          | Talcahuano                 |
| Decanato Talcahuano  | 6  | Sagrados Corazones                 | Talcahuano                 |
| Decanato Talcahuano  | 7  | San José                           | Talcahuano                 |
| Decanato Talcahuano  | 8  | San Miguel                         | Hualpén                    |
| Decanato Talcahuano  | 9  | Santa Cecilia                      | Talcahuano                 |
| Decanato Talcahuano  | 10 | Santa Teresa de Jesús de los Andes | Talcahuano                 |
| Decanato Talcahuano  | 11 | Todos Los Santos                   | Talcahuano                 |
| Decanato Bío Bío     | 1  | Buen Pastor                        | San Pedro de la Paz        |
| Decanato Bío Bío     | 2  | Inmaculada Concepción              | Santa Juana                |
| Decanato Bío Bío     | 3  | Nuestra Sra. de La Candelaria      | San Pedro de la Paz        |
| Decanato Bío Bío     | 4  | Nuestra Sra. de Lourdes            | Concepción                 |
| Decanato Bío Bío     | 5  | San Francisco de Asís              | Lorenzo Arenas, Concepción |
| Decanato Bío Bío     | 6  | San Juan Bautista                  | Hualqui                    |
| Decanato Bío Bío     | 7  | San Pablo                          | Chiguayante                |
| Decanato Bío Bío     | 8  | Madre de Dios                      | Concepción                 |
| Decanato Rural       | 1  | Dulce Nombre de María              | Ñipas                      |
| Decanato Rural       | 2  | Inmaculado Corazón de María        | Coelemu                    |
| Decanato Rural       | 3  | La Purísima                        | Rafael                     |
| Decanato Rural       | 4  | Nuestra Sra. del Rosario           | Florida                    |
| Decanato Rural       | 5  | San José                           | Tomeco, Yumbel             |
| Decanato Rural       | 6  | San Luis Gonzaga                   | Rere, Yumbel               |
| Decanato Rural       | 7  | San Rafael Arcángel                | Talcamávida, Hualqui       |
| Decanato Rural       | 8  | Santuario San Sebastián            | Yumbel                     |
| Decanato Rural       | 9  | Santa Filomena                     | Cabrero                    |
| Decanato Arauco      | 1  | Nuestra Sra. del Carmen            | Cañete                     |
| Decanato Arauco      | 2  | San José                           | Arauco                     |
| Decanato Arauco      | 3  | San José                           | Curanilahue                |
| Decanato Arauco      | 4  | San Juan María Vianney             | Los Álamos                 |
| Decanato Arauco      | 5  | Santa Cecilia                      | Contulmo                   |
| Decanato Arauco      | 6  | Santa Rosa de Lima                 | Lebu                       |
| Decanato Del Carbón  | 1  | Familia de Nazareth                | Lagunillas, Coronel        |
| Decanato Del Carbón  | 2  | Jesús Obrero                       | Schwager, Coronel          |
| Decanato Del Carbón  | 3  | Sagrado Corazón de Jesús           | Villa Mora, Coronel        |
| Decanato Del Carbón  | 4  | San Juan Evangelista               | Lota                       |
| Decanato Del Carbón  | 5  | San Matías                         | Lota                       |
| Decanato Del Carbón  | 6  | San Pedro                          | Coronel                    |
| Decanato Costa Norte | 1  | Cristo Rey                         | Tomé                       |
| Decanato Costa Norte | 2  | Divino Redentor                    | Penco                      |
| Decanato Costa Norte | 3  | La Purísima                        | Lirquén                    |
| Decanato Costa Norte | 4  | Nuestra Sra. de La Candelaria      | Tomé                       |
| Decanato Costa Norte | 5  | Nuestra Sra. del Carmen            | Penco                      |

## Historia

### Diócesis de La Imperial
En 1550 Pedro de Valdivia, conquistador español y primer gobernador de Chile, pidió al rey Felipe II de España que solicitara al papa la erección de dos obispados en el extenso territorio de su jurisdicción. Uno debía tener por sede la ciudad de Santiago y el otro lo señaló después en la recién fundada ciudad de La Imperial, en donde Valdivia pensaba poner la capital del Reino de Chile. El 22 de marzo de 1564 el papa Paulo IV erigió la diócesis de La Imperial.
Luego de la Batalla de Curalaba el 23 de diciembre de 1598, al poco tiempo se llevó a cabo la destrucción masiva de las ciudades y pueblos con dominio español al sur del río Biobío. En la imposibilidad de defender la ciudad de La Imperial por el ataque del caudillo mapuche Pelantaro en 1600, el gobernador Francisco de Quiñones dispuso el traslado de los sobrevivientes a la ciudad de Concepción, ubicada al norte del río Biobío en el emplazamiento de la actual Penco. Posteriormente, el vicario Olmos de Aguilera llevó a Concepción los vasos sagrados, ornamentos y documentación que pudo rescatar, además de una venerada imagen de Nuestra Señora de la Nieves que el obispo Antonio de San Miguel había donado a la Catedral de La Imperial.

### Diócesis de la Santísima Concepción
El obispo Reginaldo de Lizárraga había sido nombrado el 31 de agosto de 1598 y permaneció en Lima hasta que en diciembre de 1602 se trasladó a Concepción, en donde el 12 de febrero de 1603 procedió a trasladar formalmente en forma provisional la sede episcopal a Concepción, dentro de los límites de la diócesis de La Imperial. En 1609 partió a su nuevo destino en el Paraguay. La sede permaneció vacante administrada desde Santiago hasta que en 1623 arribó a Concepción el obispo Luis Jerónimo de Oré, quien retomó las funciones de la diócesis, ya con el nombre de Santísima Concepción. 
En 1718 el obispo Juan de Nicolalde mediante decreto episcopal fundó la Universidad Pencopolitana de la Concepción, la que años más tarde recibió la categoría de Universidad Pontificia. Este plantel educacional diocesano fue entregado en administración a los jesuitas, funcionó durante 43 años, hasta que la ciudad fue devastada por un terremoto seguido por un tsunami. La labor educacional universitaria de la diócesis se reanudó siglos más tarde con la apertura de la sede Talcahuano de la Pontificia Universidad Católica de Chile, para posteriormente pasar a erigir la Universidad Católica de la Santísima Concepción.
Luego del terremoto de Concepción de 1751, la sede episcopal fue nuevamente trasladada, al nuevo emplazamiento de la ciudad de Concepción en el valle de la Mocha. El traslado fue aplazado 14 años, por la oposición de un influyente grupo de vecinos, encabezado por el obispo José de Toro y Zambrano Romo. La muerte del obispo, y el hecho de que su reemplazante estuviese de acuerdo con el traslado, facilitaron su realización, llevada a cabo entre enero y marzo de 1765.
El 21 de mayo de 1840 pasó a formar parte de la provincia eclesiástica de la arquidiócesis de Santiago de Chile.
El 1 de julio de 1840 cedió una porción de su territorio para la erección de la diócesis de San Carlos de Ancud mediante la bula Ubi primum del papa Gregorio XVI.
El 16 de julio de 1901 cedió otra porción de su territorio para la erección de la prefectura apostólica de la Araucanía (hoy diócesis de Villarrica) mediante el decreto Quum ad majus de la Congregación de Propaganda Fide.
En 1908 y 1916 porciones de su territorio, Temuco y Chillán respectivamente, fueron confiadas al cuidado pastoral de gobernadores eclesiásticos, con carácter episcopal, dependientes del obispo de Concepción.
El 18 de octubre de 1925 se erigieron tres nuevas diócesis con territorio separado del de la diócesis de Concepción, la diócesis de Chillán (hoy diócesis de San Bartolomé de Chillán), la diócesis de Temuco y la diócesis de Linares, todas mediante la bula Notabiliter aucto del papa Pío XI.
El 20 de mayo de 1939 fue elevada al rango de arquidiócesis metropolitana con la bula Quo provinciarum del papa Pío XII. Ese mismo año un terremoto destruyó la catedral. La reconstrucción se inició el 3 de noviembre del año siguiente y finalizó con la consagración el 11 de julio de 1964.
El 20 de junio de 1959 cedió una porción más de territorio para la erección de la diócesis de Los Ángeles (actual diócesis de Santa María de Los Ángeles) mediante la bula Ex quo gravissimum del papa Juan XXIII.
El 10 de julio de 1991 mediante decreto del arzobispo de la Santísima Concepción se erigió la Universidad Católica de la Santísima Concepción (UCSC), cuyos estatutos fueron aprobados en Roma el mismo año. El arzobispo de la Santísima Concepción es por derecho propio el gran canciller de la Universidad Católica de la Santísima Concepción.
El título de obispo de La Imperial (sede titular de La Imperial), después de cuatrocientos años vacante, fue rehabilitado en 2001 por el papa Juan Pablo II como sede titular.

## Estadísticas
Según el Anuario Pontificio 2024 la arquidiócesis tenía a fines de 2023 un total de 815 000 fieles bautizados.
| Año                                                                             | Población            | Población | Población      | Sacerdotes | Sacerdotes    | Sacerdotes    | Bautizados por sacerdote | Diáconos permanentes | Religiosos | Religiosos | Parroquias |
| Año                                                                             | Bautizados católicos | Total     | % de católicos | Total      | Clero secular | Clero regular | Bautizados por sacerdote | Diáconos permanentes | Varones    | Mujeres    | Parroquias |
| ------------------------------------------------------------------------------- | -------------------- | --------- | -------------- | ---------- | ------------- | ------------- | ------------------------ | -------------------- | ---------- | ---------- | ---------- |
| 1950                                                                            | 525 000              | 530 000   | 99.1           | 124        | 61            | 63            | 4233                     |                      | 80         | 310        | 40         |
| 1966                                                                            | 680 000              | 756 000   | 89.9           | 120        | 56            | 64            | 5666                     |                      | 67         | 350        | 49         |
| 1970                                                                            | 689 046              | 798 700   | 86.3           | 139        | 66            | 73            | 4957                     |                      | 75         | 360        | 51         |
| 1976                                                                            | 729 834              | 851 125   | 85.7           | 116        | 50            | 66            | 6291                     | 6                    | 70         | 324        | 50         |
| 1980                                                                            | 740 000              | 885 000   | 83.6           | 118        | 51            | 67            | 6271                     | 6                    | 79         | 211        | 54         |
| 1990                                                                            | 751 914              | 1 002 554 | 75.0           | 115        | 50            | 65            | 6538                     | 5                    | 74         | 240        | 52         |
| 1999                                                                            | 649 310              | 1 150 000 | 56.5           | 123        | 59            | 64            | 5278                     | 7                    | 69         | 246        | 53         |
| 2000                                                                            | 649 350              | 1 150 000 | 56.5           | 124        | 60            | 64            | 5236                     | 10                   | 68         | 246        | 53         |
| 2001                                                                            | 649 350              | 1 150 000 | 56.5           | 119        | 53            | 66            | 5456                     | 11                   | 70         | 246        | 53         |
| 2002                                                                            | 655 000              | 1 161 000 | 56.4           | 135        | 67            | 68            | 4851                     | 17                   | 72         | 246        | 53         |
| 2003                                                                            | 648 800              | 1 150 000 | 56.4           | 129        | 65            | 64            | 5029                     | 17                   | 67         | 219        | 52         |
| 2004                                                                            | 599 150              | 1 150 000 | 52.1           | 135        | 69            | 66            | 4438                     | 21                   | 94         | 207        | 53         |
| 2006                                                                            | 612 000              | 1 176 000 | 52.0           | 129        | 69            | 60            | 4744                     | 29                   | 88         | 207        | 53         |
| 2013                                                                            | 681 000              | 1 283 000 | 53.1           | 124        | 69            | 55            | 5491                     | 42                   | 81         | 176        | 55         |
| 2016                                                                            | 809 406              | 1 381 346 | 58.6           | 109        | 71            | 38            | 7425                     | 52                   | 63         | 155        | 55         |
| 2019                                                                            | 833 700              | 1 422 770 | 58.6           | 111        | 68            | 43            | 7510                     | 58                   | 62         | 144        | 55         |
| 2021                                                                            | 801 150              | 1 367 144 | 58.6           | 102        | 59            | 43            | 7854                     | 56                   | 67         | 140        | 65         |
| 2023                                                                            | 815 000              | 1 390 000 | 58.6           | 103        | 55            | 48            | 7912                     | 56                   | 72         | 117        | 55         |
| Fuente: Catholic-Hierarchy, que a su vez toma los datos del Anuario Pontificio. |                      |           |                |            |               |               |                          |                      |            |            |            |

## Episcopologio

### Obispos de la Santísima Concepción
- Reginaldo de Lizárraga, O.P. † (diciembre de 1602-20 de julio de 1609 nombrado obispo de Paraguay)
  - Sede vacante (1609-1618)
- Carlos Marcelo Corne † (18 de octubre de 1618-17 de agosto de 1620 no asumió, fue nombrado obispo de Trujillo)
- Luis Jerónimo de Oré, O.F.M.Obs. † (17 de agosto de 1620-30 de enero de 1630 falleció)
  - Sede vacante (1630-1633)
- Diego de Zambrana de Villalobos † (14 de marzo de 1633-17 de marzo de 1653 nombrado obispo de Santiago de Chile)
- Dionisio de Cimbrón, O.Cist. † (23 de junio de 1653-19 de enero de 1661 falleció)
  - Sede vacante (1661-1669)
  - Diego Medellín, O.F.M. † (1661-?) (obispo electo)
  - Andrés de Betencur, O.F.M. † (1664-1665 falleció) (obispo electo)
- Francisco de Loyola y Vergara, O.S.A. † (15 de julio de 1669-noviembre de 1677 falleció)
  - Sede vacante (1677-1682)
- Antonio de Morales, O.P. † (25 de mayo de 1682-diciembre de 1683 falleció)
  - Sede vacante (1683-1686)
- Luis de Lemos y Usategui, O.S.A. † (16 de septiembre de 1686-27 de noviembre de 1692 renunció)
- Martín de Híjar y Mendoza, O.S.A. † (13 de abril de 1693-15 de mayo de 1704 falleció)
  - Sede vacante (1704-1708)
- Diego Montero del Águila † (3 de octubre de 1708-21 de enero de 1715 nombrado obispo de Trujillo)
- Juan de Necolalde † (1 de abril de 1715-12 de mayo de 1723 nombrado arzobispo de La Plata o Charcas)
- Juan Francisco Antonio de Escandón, C.R. † (12 de mayo de 1723-18 de junio de 1731 nombrado arzobispo de Lima)
- Salvador Bermúdez y Becerra † (18 de junio de 1731-28 de febrero de 1742 nombrado obispo de La Paz)
- Pedro Felipe de Azúa e Iturgoyen † (28 de febrero de 1742-18 de diciembre de 1744 nombrado arzobispo de Santafé en Nueva Granada)
- José de Toro y Zambrano † (18 de diciembre de 1744-1 de mayo de 1760 falleció)
- Pedro Ángel de Espiñeira, O.F.M.Obs. † (23 de noviembre de 1761-9 de febrero de 1778 falleció)
- Francisco José Marán † (1 de marzo de 1779-12 de septiembre de 1794 nombrado obispo de Santiago de Chile)
- Tomás de Roa y Alarcón † (12 de septiembre de 1794-5 de septiembre de 1805 falleció)
- Diego Antonio Navarro Martín de Villodras † (26 de agosto de 1806-16 de marzo de 1818 nombrado arzobispo de La Plata o Charcas)
  - Sede vacante (1818-1832)
- José Ignacio Cienfuegos Arteaga † (17 de diciembre de 1832-27 de abril de 1840 renunció)[nota 3]
- Diego Antonio Elizondo y Prado † (27 de abril de 1840-5 de octubre de 1852 falleció)
- José Hipólito Salas y Toro † (23 de junio de 1854-20 de julio de 1883 falleció)
  - Sede vacante (1883-1886)
- Fernando Blaitt Mariño † (17 de diciembre de 1886-14 de julio de 1887 falleció)
  - Sede vacante (1887-1890)
- Plácido Labarca Olivares † (26 de junio de 1890-9 de octubre de 1905 falleció)
- Luis Enrique Izquierdo Vargas † (26 de enero de 1906-7 de agosto de 1917 falleció)
- Gilberto Fuenzalida Guzmán † (20 de febrero de 1918-24 de marzo de 1938 falleció)
- Alfredo Silva Santiago † (4 de febrero de 1939-20 de mayo de 1939 nombrado arzobispo)

### Arzobispos
| \| Arzobispo[11] \| Período[11] \| \| ------------------------------------ \| --------------------------------------------------------------------------------------- \| \| Alfredo Silva Santiago † \| 20 de mayo de 1939-27 de abril de 1963 renunció[nota 4] \| \| Manuel Sánchez Berguiristain † \| 25 de junio de 1963-3 de mayo de 1983 retirado \| \| José Manuel Santos Ascarza, O.C.D. † \| 3 de mayo de 1983-29 de julio de 1988 renunció[nota 5] \| \| Antonio Moreno Casamitjana † \| 14 de octubre de 1989-27 de diciembre de 2006 retirado \| \| Ricardo Ezzati Andrello, S.D.B. \| 27 de diciembre de 2006-15 de diciembre de 2010 nombrado arzobispo de Santiago de Chile \| \| Fernando Chomalí Garib \| 20 de abril de 2011-25 de octubre de 2023 nombrado arzobispo de Santiago de Chile \| \| Sergio Pérez de Arce \| 16 de mayo de 2024-presente \| |                                                                                         |
| Arzobispo | Período                                                                                 |
| Alfredo Silva Santiago † | 20 de mayo de 1939-27 de abril de 1963 renunció                                         |
| Manuel Sánchez Berguiristain † | 25 de junio de 1963-3 de mayo de 1983 retirado                                          |
| José Manuel Santos Ascarza, O.C.D. † | 3 de mayo de 1983-29 de julio de 1988 renunció                                          |
| Antonio Moreno Casamitjana † | 14 de octubre de 1989-27 de diciembre de 2006 retirado                                  |
| Ricardo Ezzati Andrello, S.D.B. | 27 de diciembre de 2006-15 de diciembre de 2010 nombrado arzobispo de Santiago de Chile |
| Fernando Chomalí Garib | 20 de abril de 2011-25 de octubre de 2023 nombrado arzobispo de Santiago de Chile       |
| Sergio Pérez de Arce | 16 de mayo de 2024-presente                                                             |